# اداما دياخابي
اداما دياخابي (بالفرنسية: Adama Diakhaby)‏ (5 يوليو 1996 فرنسا - ) هو لاعب كرة قدم فرنسي، يلعب كمهاجم.

## وصلات خارجية
اداما دياخابي على موقع الاتحاد الأوربي (الإنجليزية)
- اداما دياخابي على موقع قاعدة بيانات كرة القدم.إي يو (الإنجليزية)
- اداما دياخابي على موقع ليكيب (الفرنسية)
- اداما دياخابي على موقع Soccerbase.com (لاعب) (الإنجليزية)
- اداما دياخابي على موقع Soccerway.com (الإنجليزية)
- اداما دياخابي على موقع عالم كرة القدم.نت (الإنجليزية)
- اداما دياخابي على موقع AS.com (الإسبانية)